# West Hampstead (stacja kolejowa)
West Hampstead – stacja kolejowa w Londynie, na terenie London Borough of Camden, zarządzana i obsługiwana przez London Overground jako część North London Line. W roku statystycznym 2008/09 skorzystało z niej ok. półtora miliona pasażerów. 
Stacja znajduje się w pobliżu dwóch innych: stacji metra West Hampstead (należącej do Jubilee Line) oraz stacji kolejowej West Hampstead Thameslink, obsługiwanej przez First Capital Connect. Na mapach są one oznaczane jako dogodny punkt przesiadkowy.